# خورشیدگرفتگی ۳۱ مه ۲۰۰۳
خورشیدگرفتگی ۳۱ مه ۲۰۰۳ (به انگلیسی: Solar eclipse of May 31, 2003) یک خورشیدگرفتگی از نوع خورشیدگرفتگی حلقه‌ای است. این خورشیدگرفتگی در تاریخ ۳۱ مه ۲۰۰۳ میلادی (‎۱۰ خرداد ۱۳۸۲ خورشیدی) روی داد که زمان اوج آن، ساعت ۴:۰۹:۲۲ به‌وقت ساعت هماهنگ جهانی بوده‌است. مدت زمان و طول این خورشیدگرفتگی ۳ دقیقه و ۳۷ ثانیه بود.

## نگارخانه

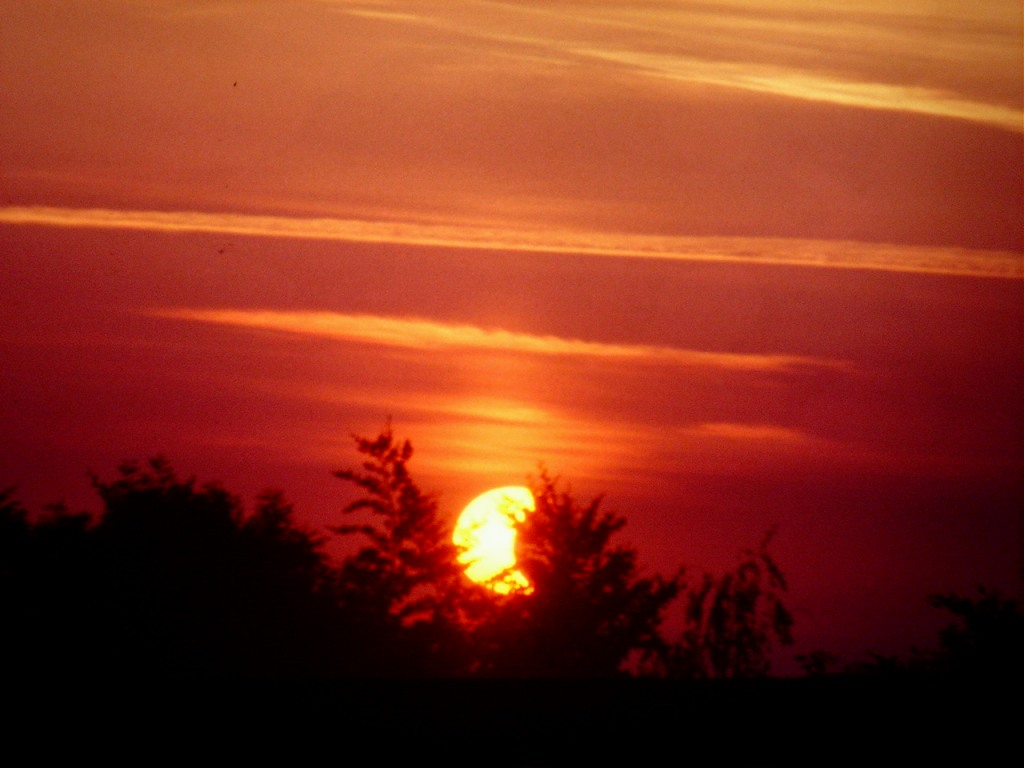